# Welgelegen (Rijswijk)

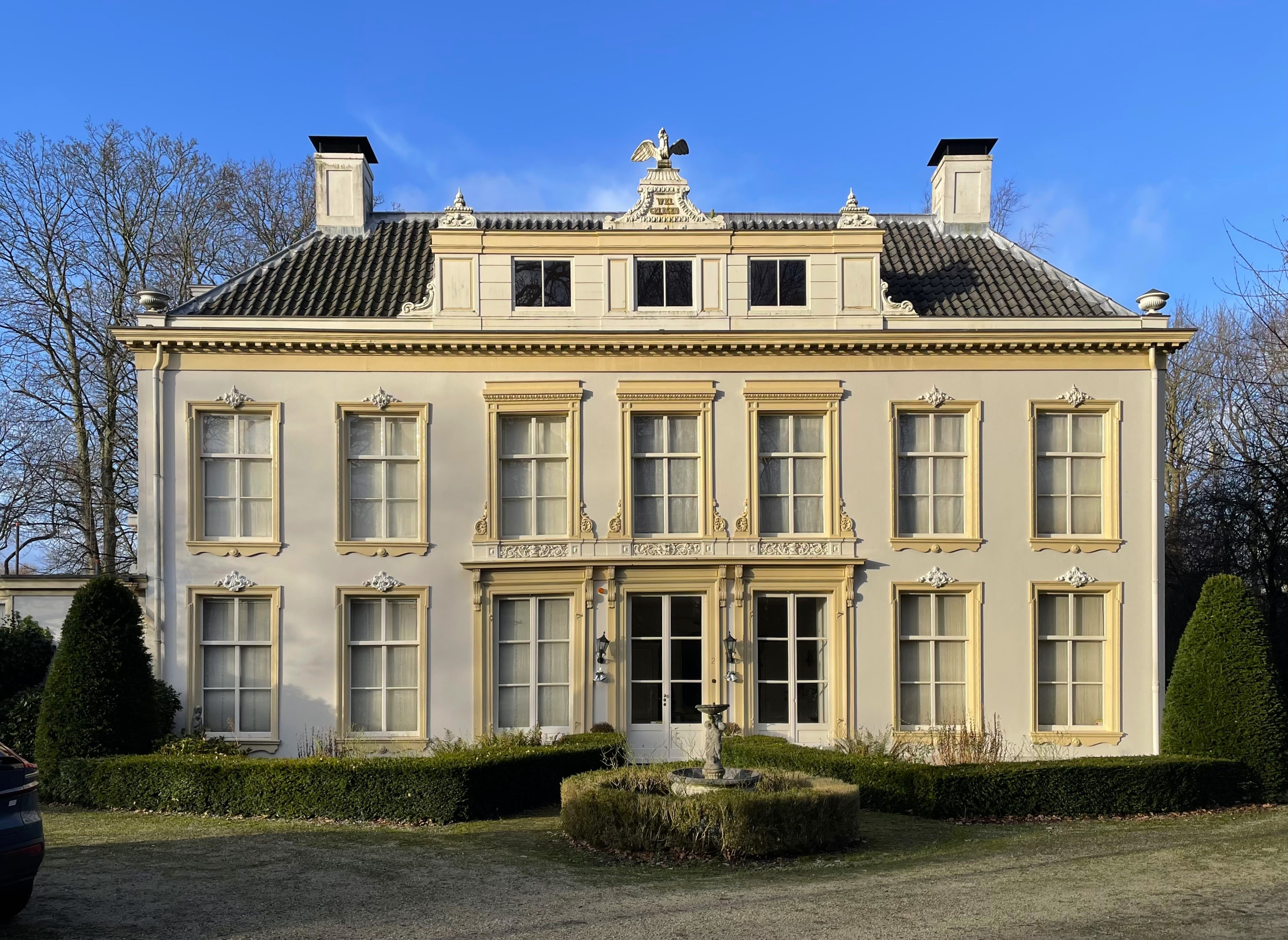
Welgelegen in 2024

Welgelegen is een landgoed in de Nederlandse plaats Rijswijk (provincie Zuid-Holland). Het landgoed is, als veel Rijswijkse landgoederen, ontstaan op de strandwal die min of meer parallel aan de kust loopt, over het tracé Geestbrugweg-Herenstraat-Van Vredenburchweg. De historie van Welgelegen gaat terug tot 1384 toen een woning op die locatie eigendom was van Gerrit van Oudshoorn, en in 1473 stond er een woning van Gerard van Poelgeest. De eerste vermelding van de buitenplaats Welgelegen dateert uit 1711 bij de verkoop aan Richard van der Kun door Margaretha de Nobelaer. Het was toen nog een boerderij, waarschijnlijk met herenkamer. Het terrein van Welgelegen werd in de loop van de 18e eeuw uitgebreid met grond van Te Blotinghe.
Rond 1790 werd de boerderij vervangen door een herenhuis.
In de 19e eeuw was de buitenplaats in het bezit van verschillende eigenaren. In 1877 kocht de Nederlandse koning Willem III het landgoed voor een bedrag van 85.000 gulden om er zijn Franse maîtresse Emilie Ambre te installeren. Na het verbreken van de verhouding verkocht de koning een jaar later Welgelegen weer.
In de twintigste eeuw werd het huis gesplitst in appartementen en bewoond door verschillende families. Na een brand rond 1995 is het pand aangekocht door een particulier waarna het voor een groot deel in oude luister is hersteld. Het is nu weer in gebruik als woonhuis. Het is daarmee het enige van de meer dan veertig Rijswijkse landgoederen dat door één particulier wordt bewoond.
Achter het huis bevindt zich momenteel op het voormalige grondgebied van het landgoed een tennispark en een paviljoen. Het tennispark is rond 1959/1960 aangelegd. Daarvoor was het grootste deel van wat nu het tennispark is, een totaal verwilderde fruitboomgaard.

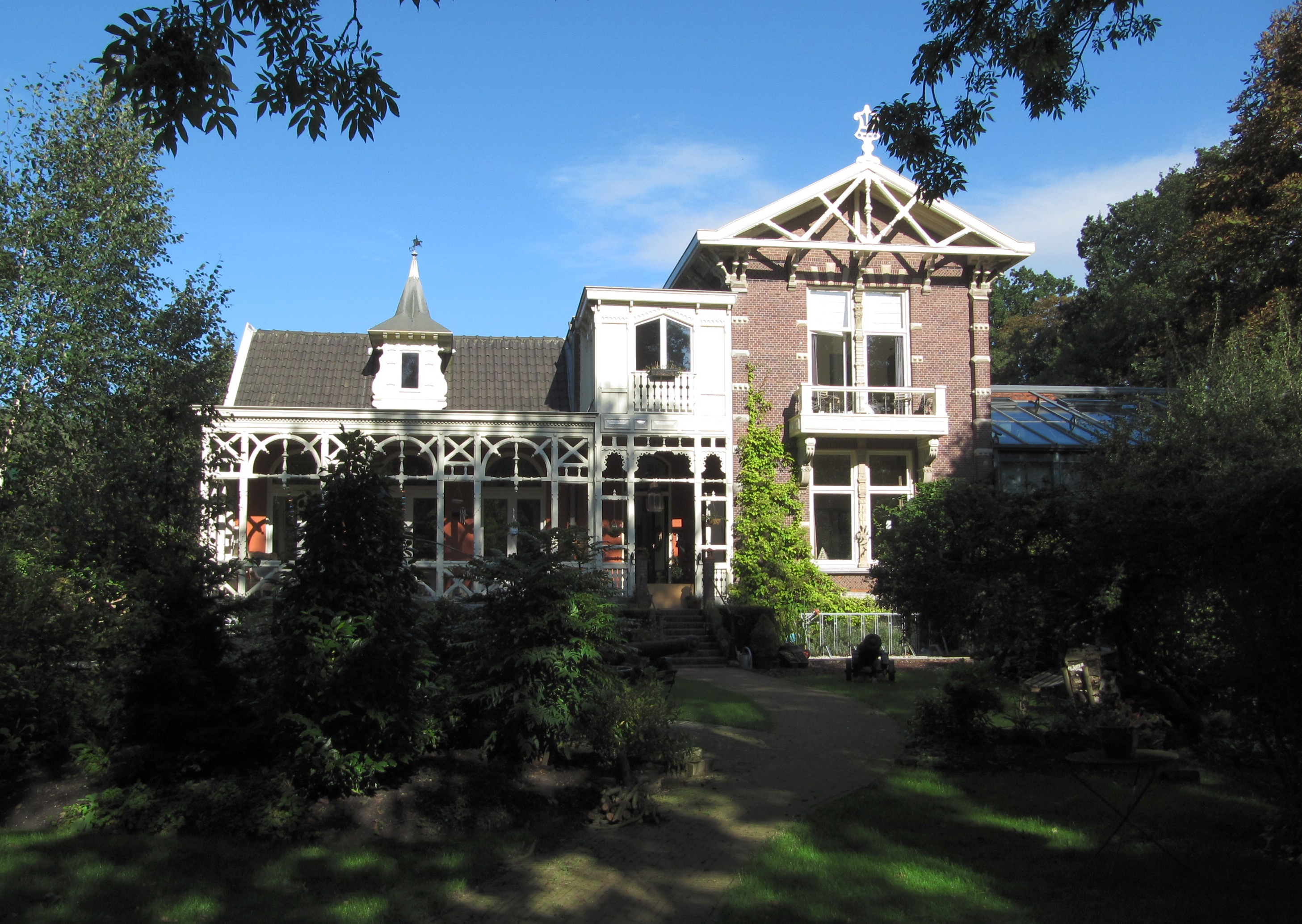
Villa Elise, gastenverblijf uit 1870
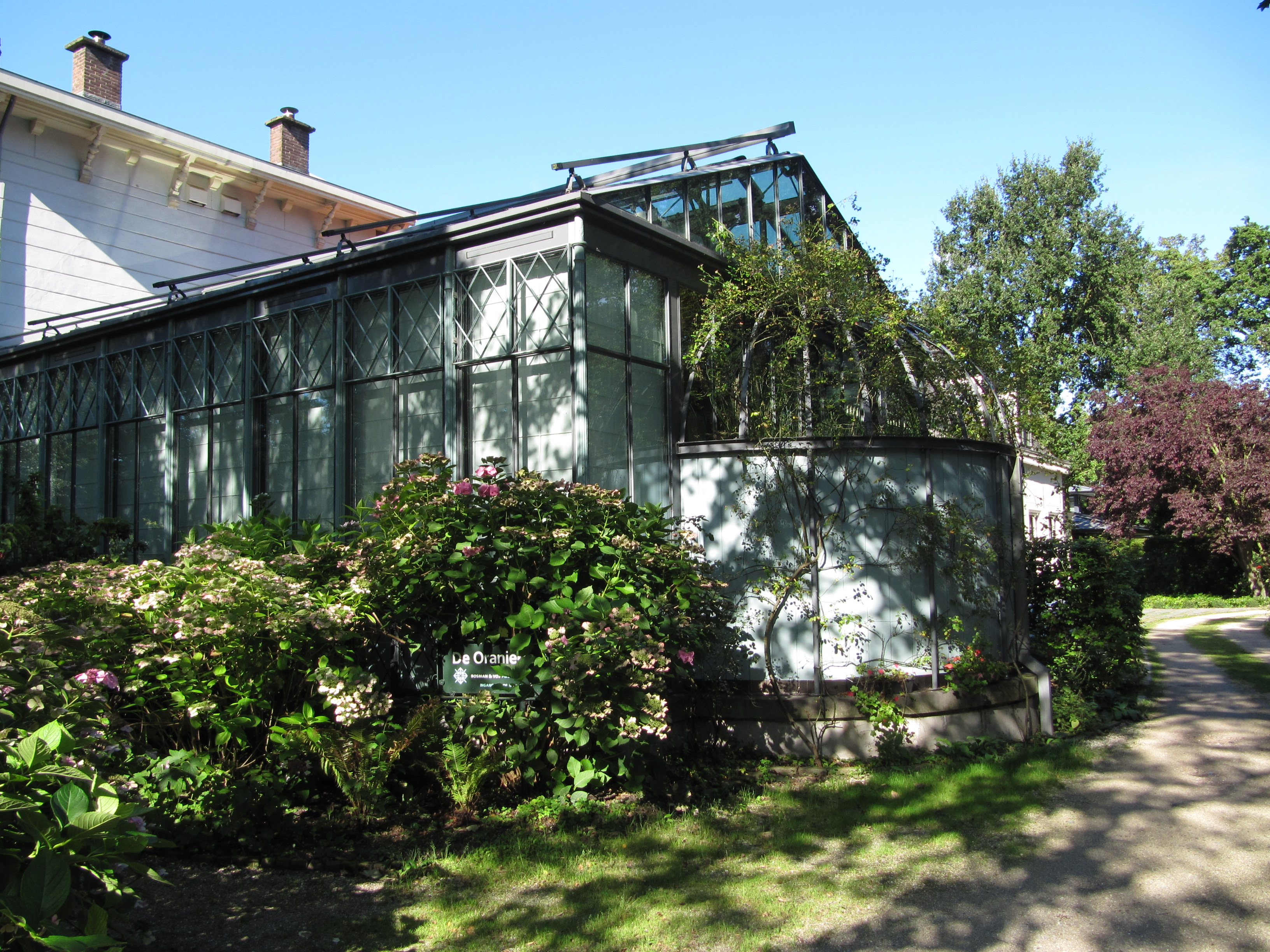
Oranjerie
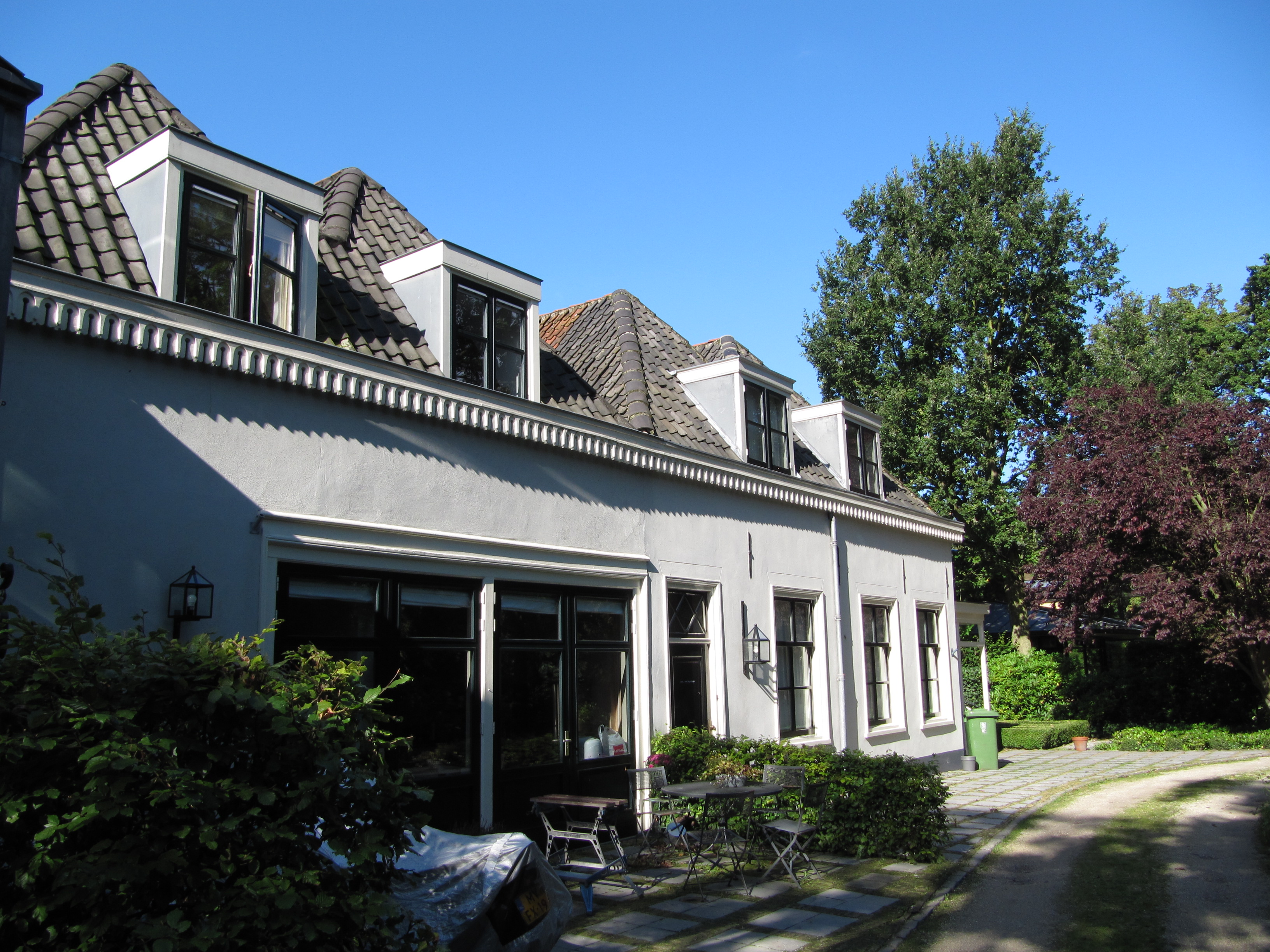
Dienstwoning